# Vorstendom Belozersk
Vorstendom Belozersk (Russisch: Белозерское княжество; Belozerskoje knjazjestvo) was een vorstendom (knjazdom) in het huidige Rusland in de stroomgebieden van de rivier de Sjeksna en de regio rond het Witte Meer en Koebenameer in de 13e en 14e eeuw. De hoofdstad was Beloozero (Witte Meer"), het huidige Belozersk.
In 1207 werd het Vorstendom Rostov door grootvorst Vsevolod het Grote Nest afgescheiden van Vladimir-Soezdal. Het vorstendom Belozero werd in 1238 afgescheiden van het Vorstendom Rostov.
De eerste knjaz (prins) van Belozersk was Gleb Vasilkovitsj van 1251 tot 1277. In 1279 werd het vorstendom veroverd door de Rostovse prins Dmitri Borisovitsj. In 1302 werd echter, mogelijk met hulp van de Gouden Horde, het vorstendom hersteld. Tussen 1328 en 1338 werd het Vorstendom Belozersk gekocht door de Moskovische knjaz Ivan Kalita. Rond 1338 ontnam Öz Beg Khan, khan van de Gouden Orde Belozersk haar titel als vorstendom en zette een eigen afgevaardigde op de troon als knjaz genaamd Roman Michailovitsj. Na zijn dood in 1339 werd het gebied van het vorstendom verdeeld in twee gedeelten die elk werden bestuurd door een van zijn twee zonen Fjodor en Vasili.
In de tweede helft van de 14e eeuw wist het gebied een pestepidemie te overleven en werd de hoofdstad Beloozero verplaatst naar een andere plek. Nadat Fjodor in 1380 de Slag op het Koelikovo-veld had verloren van Dimitri Donskoi, werd het vorstendom in 1389 ingelijfd bij Moskovië als apanage. In 1486 werd het veranderd in een Moskovische oejezd. Veel van de afstammelingen van de regerende Ruriken trokken naar Moskou; de afstamming in de mannelijke lijn loopt door tot op heden.
Vasili's bezittingen werden echter overgedragen aan zijn nazaten en bleven in hun bezit tot de tweede helft van de 16e eeuw.